# Henry Chaplin
Henry Chaplin, 1. vikomt Chaplin (22. prosince 1840, Ryhall, Anglie – 29. května 1923, Londýn, Anglie) byl britský politik. Téměř padesát let byl poslancem Dolní sněmovny, koncem 19. století v několika konzervativních vládách zastával různé funkce. V roce 1916 s titulem vikomta vstoupil do Sněmovny lordů.

## Životopis

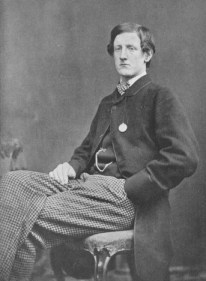
Henry Chaplin jako student Oxfordské univerzity (1859)

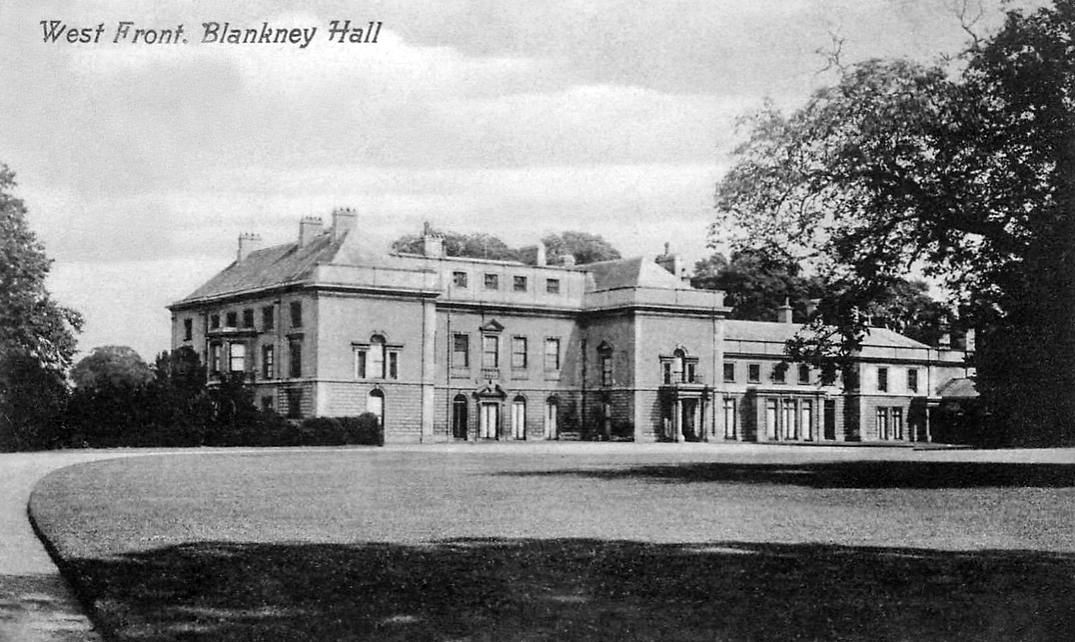
Zámek Blankney Hall (Lincolnshire), sídlo rodu Chaplinů 1719–1892

Pocházel ze starobylého rodu z hrabství Lincolnshire, byl druhorozeným synem anglikánského kněze reverenda Henryho Chaplina (1789–1849). Studoval v Oxfordu, mezitím po dosažení zletilosti zdědil rodinný majetek v hrabství Lincolnshire spolu se zámkem Blankney Hall (kvůli dluhům prodáno v roce 1892). V letech 1868–1906 a 1907–1916 byl poslancem Dolní sněmovny za Konzervativní stranu, později stranu unionistů a stejně jako další členové rodu zastupoval v parlamentu volební obvody v hrabství Lincolnshire. V první Salisburyho vládě zastával funkci lorda kancléře vévodství lancasterského (1885–1886), od roku 1885 byl též členem Tajné rady. V dalších konzervativních vládách byl prezidentem úřadu pro zemědělství (1889–1892) a prezidentem úřadu pro místní samosprávu (1895–1900). V roce 1906 propadl ve volbách za město Sleaford, ale o rok později byl zvolen do Dolní sněmovny v doplňovacích volbách za londýnský obvod Wimbledon. V roce 1916 získal titul vikomta a vstoupil do Sněmovny lordů. Zabýval se obchodní politikou a ve své době patřil k oblíbeným osobnostem Konzervativní strany. Proslul také jako příznivec dostihů a v roce 1867 se stal vítězem Derby. Získal čestný doktorát na univerzitě v Edinburghu.
V 60. letech bylo velmi sledovanou společenskou causou jeho zasnoubení s Florence Pagetovou (1842–1907), dcerou 2. markýze z Anglesey. Florence se za Henryho Chaplina odmítala provdat a nakonec se stala manželkou markýze z Hastingsu. Chaplinovo a Hastingsovo soupeření o její přízeň probíhalo mimo jiné na dostizích Derby. Henry Chaplin se nakonec v roce 1876 oženil s Florence Leveson-Gower (1851–1881), dcera 3. vévody ze Sutherlandu. Měli spolu tři děti, dědicem titulu byl syn Eric Chaplin, 2. vikomt Chaplin (1877–1949), který sloužil v armádě. Dcera Edith Helen (1879-1959) byla manželkou významného konzervativního politika 7. markýze z Londonderry.
Henryho mladší bratr Edward (1842–1883) sloužil v armádě a v letech 1874–1880 byl členem Dolní sněmovny. Jejich sestra Helen Matilda (1845–1929) byla manželkou Williama Bouverie, 5. hraběte z Radnoru (1841–1900), který zastával nižší funkce v konzervativních vládách.